# Municipio de Otto (Illinois)
El municipio de Otto (en inglés: Otto Township) es un municipio ubicado en el condado de Kankakee en el estado estadounidense de Illinois. En el año 2010 tenía una población de 2582 habitantes y una densidad poblacional de 20,54 personas por km².

## Geografía
El municipio de Otto se encuentra ubicado en las coordenadas 41°2′22″N 87°54′56″O / 41.03944, -87.91556. Según la Oficina del Censo de los Estados Unidos, el municipio tiene una superficie total de 125.68 km², de la cual 124.86 km² corresponden a tierra firme y (0.66%) 0.82 km² es agua.

## Demografía
Según el censo de 2010, había 2582 personas residiendo en el municipio de Otto. La densidad de población era de 20,54 hab./km². De los 2582 habitantes, el municipio de Otto estaba compuesto por el 83.38% blancos, el 13.87% eran afroamericanos, el 0.23% eran amerindios, el 0.27% eran asiáticos, el 0.04% eran isleños del Pacífico, el 0.93% eran de otras razas y el 1.28% pertenecían a dos o más razas. Del total de la población el 5.54% eran hispanos o latinos de cualquier raza.